# William Eugene Drummond
William Eugene Drummond (Newark, 28 marzo 1876 – 13 settembre 1948) è stato un architetto statunitense noto per il suo lavoro nell'ambito dell'architettura dello stile Prairie School. È stato un importante collaboratore di Frank Lloyd Wright, di cui fu capo disegnatore, e ha avuto un ruolo significativo nell'evoluzione di questo stile architettonico, con opere che riflettono la sua sensibilità e capacità creativa.

## Biografia
Drummond nacque il 28 marzo 1876 a Newark, New Jersey, figlio di un carpentiere. Quando aveva dieci anni, la sua famiglia si trasferì nel quartiere di Austin a Chicago. Nel 1899, Drummond si iscrisse alla University of Illinois School of Architecture, dove studiò insieme a Walter Burley Griffin, ma fu costretto a lasciare l'università dopo un anno a causa di difficoltà finanziarie.
Dopo aver lasciato l'università, Drummond lavorò per un breve periodo nell'ufficio di Louis Sullivan, un architetto di rilievo del movimento architettonico di Chicago. Successivamente, nel 1899, si unì allo studio di Frank Lloyd Wright, dove ricoprì il ruolo di capo disegnatore. Fu un membro chiave nello studio di Wright, partecipando alla realizzazione di alcune delle opere più celebri di Wright, tra cui le case di Edwin Cheney, Isabel Roberts, Frederick Robie e il Larkin Administration Building.
Nel 1901, Drummond ottenne la licenza di architetto. Continuò a lavorare con Wright fino al 1909, quando lasciò lo studio a causa di una disputa salariale. Dopo aver lasciato Wright, Drummond intraprese una carriera indipendente, sebbene avesse già intrapreso il suo primo incarico importante nel 1908, la progettazione della First Congregational Church di Austin.
Nel 1912, Drummond iniziò una partnership con Louis Guenzel, un disegnatore proveniente dall'ufficio di Adler & Sullivan. Sebbene la collaborazione fosse principalmente di natura commerciale, Guenzel forniva i mezzi finanziari e le connessioni, mentre Drummond contribuiva con la sua esperienza e visione architettonica. La partnership si dissolse nel 1915, in parte a causa delle difficoltà derivanti dall'anti-germanismo durante la Prima Guerra Mondiale.

## Opere e stile
Drummond continuò a lavorare come architetto indipendente, progettando principalmente case residenziali e chiese nello stile Prairie, un movimento che aveva contribuito a sviluppare durante gli anni trascorsi nello studio di Wright. Tuttavia, negli anni '20, si allontanò dallo stile Prairie, adottando uno stile più tradizionale, come quello delle cottage inglesi. Durante questo periodo, progettò anche il clubhouse del Riverside Golf Club.
Nel 1922, Drummond partecipò al concorso per il progetto del Chicago Tribune Building, dimostrando ancora una volta il suo impegno nell'architettura e nel design urbano.

## Attività pubbliche e conclusioni
Durante gli anni '20 e '30, Drummond ebbe un ruolo attivo nella pianificazione urbana della sua città natale, River Forest, e fornì anche servizi di ristrutturazione per alcune delle opere di Wright.
Drummond morì nel 1946, poco prima della pubblicazione di un libro in cui delineava una proposta di ristrutturazione del Campidoglio degli Stati Uniti.
La sua casa, la William E. Drummond House, situata al 559 di Edgewood Place a River Forest, è un esempio notevole del suo lavoro e viene riconosciuta come uno dei migliori esempi dell'architettura Prairie. La casa è stata inserita nel National Register of Historic Places nel 1970.